# 76. Oscar-gála
A 76. Oscar-díj-átadáson a 2003-ban bemutatott legjobb film címért A Gyűrűk Ura: A király visszatér és az Elveszett jelentés versenyzett. A legmagasabb versenykategóriában a Legjobb férfi főszereplő címért Johnny Depp, Sean Penn és Bill Murray szállt ringbe.
A gyűrűk ura: A király visszatér mind a 11 kategóriában díjat söpört be, amiben jelölve lett. Ezt a rekordot korábban csak a Titanic, 1997 és a Ben-Hur, 1959 tudta beállítani (ezt korábban megközelítették, amikor a Gigi és Az utolsó császár című filmek 9 jelölésből 9 díjat nyertek meg).

## Hírek és háttér
- Billy Crystal immáron nyolcadik alkalommal vállalta az Oscar-díj átadási ceremónia házigazda-szerepét. Nyitóbeszédének középpontjába 1991-es, első konferansza és a 2004-es díjátadó közötti változást helyezte: „Minden egészen más most, mint akkor volt. Tudod, miben volt más akkor? Bush volt az elnök, a gazdaság csökkenőben volt és éppen befejeztük a háborút Irakkal.”
- Mindamellett Crystal jóindulatú poénjainak zöme – ahogyan a legtöbb műsorvezető vagy díjátadó tette volna –, A király visszatérre fókuszált, hiszen ez a film az este meglepetése volt. Minden kategóriában az esélyesnek sikerült aranyszoborra váltani a jelölést.
- Sofia Coppola, a legjobb eredeti forgatókönyvnek járó Oscar elnyerésével a Coppola-famíliát (Carmine, Francis Ford, és Sofia) a második háromgenerációs Oscar-győztes családdá tette, Hustonék után (Walter, John és Anjelica).
- Az ABC élő televíziós közvetítése során öt másodperces adáskésleltetés volt, talán Janet Jackson „mellbedobós” incidensének megismétlődésétől tartva, amit a világ megannyi televíziója élőben közvetített korábban a Super Bowl gálájáról.

## Jeles idézetek
- „Bush volt az elnök, a gazdaság stagnált és az iraki háború épphogy csak befejeződött.” – Billy Crystal, az est házigazdája, amikor visszaemlékezett, hogy mennyivel más volt a helyzet 13 évvel azelőtt, amikor szintén ő volt az Oscar-gálaest házigazdája.
- „A legeslegelső alkalommal sugároznak minket arámiul.” – Billy Crystal, a házigazda vicces mondása, utalva az ősi nyelvre, amelyet Mel Gibson új filmjében, A passióban használnak.
- „Negyven évvel ezelőtt ez az ország bemászott egy nyúlüregbe Vietnámban – milliók haltak meg. Félek, hogy megint egy nyúlüregbe mászunk bele.” – Errol Morris, amikor megkapta a legjobb dokumentumfilmnek járó Oscart A háború ködében című filmjéért.
- „Alig várom az ön félelmetes adóellenőrzéses idejét” – Billy Crystal, a házigazda válasza Errol Morris megjegyzésére, miszerint Amerika Irakban „megint egy nyúlüregbe mászik bele”.
- „Most már hivatalosan is bejelentem, hogy már senki sincs Új-Zélandon, akinek köszönetet lehetne mondani” – Billy Crystal, a házigazda, utalva az ország sok díjnyertes produkciójára.
- „Nagyon köszönjük, hogy A gyűrűk ura nem indulhatott ebben a kategóriában” – Denise Robert, Denys Arcand rendező felesége, a legjobb külföldi film (Barbárok a kapuk előtt) díját megköszönő beszédében.
- „Ez jólesett” – Blake Edwards, miután egy kerekesszékkel keresztülgurult a színpadon, és a falba ütközött.
- „Tudták, hogy emberek költöznek Új-Zélandra, csak hogy köszönetet mondjanak nekik?” – Billy Crystal, a házigazda.
- „Ha valamit tudnak a színészek – azon túl, hogy nem voltak semmiféle tömegpusztító fegyverek – az az, hogy olyasmi, mint legjobb, nem létezik a színészetben” – Sean Penn a legjobb színésznek járó díj átvételekor.
- „Megtisztelő, megható és felszabadító, hogy az Akadémia és az Akadémia tagjai keresztülláttak a trollokon, a varázslókon és a hobbitokon, és idén felismerték a fantasy-t. A fantasy egy olyan F-betűs szó, amihez remélhetőleg semmi köze sem lesz az öt másodperces késleltetésnek.” – Peter Jackson, amint átvette a legjobb filmnek járó Oscart.
- „Tarolt.” – Steven Spielberg, bejelentve, hogy a legjobb filmnek járó Oscar-díjat A Gyűrűk Ura: A király visszatér nyerte.

## Díjazottak
| Kategória                     | Győztes                                   |                                                                   |
| ----------------------------- | ----------------------------------------- | ----------------------------------------------------------------- |
| Legjobb film                  | A Gyűrűk Ura – A király visszatér         |                                                                   |
| Legjobb férfi főszereplő      | Sean Penn                                 | Titokzatos folyó                                                  |
| Legjobb női főszereplő        | Charlize Theron                           | A rém                                                             |
| Legjobb férfi mellékszereplő  | Tim Robbins                               | Titokzatos folyó                                                  |
| Legjobb női mellékszereplő    | Renée Zellweger                           | Hideghegy                                                         |
| Legjobb rendező               | Peter Jackson                             | A Gyűrűk Ura – A király visszatér                                 |
| Legjobb eredeti forgatókönyv  | Elveszett jelentés                        | Sofia Coppola                                                     |
| Legjobb adaptált forgatókönyv | A Gyűrűk Ura – A király visszatér         | Fran Walsh, Philippa Boyens, Peter Jackson                        |
| Legjobb fényképezés           | Kapitány és katona: A világ túlsó oldalán | Russell Boyd                                                      |
| Legjobb vágás                 | A Gyűrűk Ura – A király visszatér         | Jamie Selkirk                                                     |
| Legjobb látványtervezés       | A Gyűrűk Ura – A király visszatér         | Grant Major, Dan Hennah, Alan Lee                                 |
| Legjobb kosztümtervező        | A Gyűrűk Ura – A király visszatér         | Ngila Dickson, Richard Taylor                                     |
| Legjobb smink/maszk           | A Gyűrűk Ura – A király visszatér         | Peter King, Richard Taylor                                        |
| Legjobb eredeti filmzene      | A Gyűrűk Ura – A király visszatér         | Howard Shore                                                      |
| Legjobb eredeti betétdal      | A Gyűrűk Ura – A király visszatér         | „Into the West”                                                   |
| Legjobb hang                  | A Gyűrűk Ura – A király visszatér         | Christopher Boyes, Michael Hedges, Hammond Peek, Michael Semanick |
| Legjobb hangvágás             | Kapitány és katona: A világ túlsó oldalán | Richard King                                                      |
| Legjobb képi effektusok       | A Gyűrűk Ura – A király visszatér         |                                                                   |
| Legjobb animációs film        | Némó nyomában                             | Andrew Stanton                                                    |
| Legjobb idegen nyelvű film    | Barbárok a kapuk előtt                    | Kanada                                                            |
| Legjobb dokumentumfilm        | The Fog of War                            | Errol Morris                                                      |
| Legjobb rövid dokumentumfilm  | Chernobyl Heart                           | Maryann DeLeo                                                     |
| Legjobb animációs rövidfilm   | Harvie Krumpet                            | Adam Elliot                                                       |
| Legjobb rövidfilm             | Two Soldiers                              | Aaron Schneider, Andrew J. Sacks                                  |

## Kategóriák és jelöltek

### Legjobb film
A Gyűrűk Ura – A király visszatér
- Elveszett jelentés
- Kapitány és katona: A világ túlsó oldalán
- Titokzatos folyó
- Vágta

### Legjobb színész
Sean Penn (Titokzatos folyó)
- Johnny Depp (A Karib-tenger kalózai: A Fekete Gyöngy átka)
- Ben Kingsley (Ház a ködben)
- Jude Law (Hideghegy)
- Bill Murray (Elveszett jelentés)

### Legjobb színésznő
Charlize Theron (A rém)
- Keisha Castle-Hughes (A bálnalovas)
- Diane Keaton (Minden végzet nehéz)
- Samantha Morton (Amerikában)
- Naomi Watts (21 gramm)

### Legjobb mellékszereplő színész
Tim Robbins (Titokzatos folyó)
- Alec Baldwin (A szerencseforgató)
- Benicio del Toro (21 gramm)
- Djimon Hounsou (Amerikában)
- Vatanabe Ken (Az utolsó szamuráj)

### Legjobb mellékszereplő színésznő
Renée Zellweger (Hideghegy)
- Sohre Ágdáslu (Ház a ködben)
- Patricia Clarkson (Hálaadás)
- Marcia Gay Harden (Titokzatos folyó)
- Holly Hunter (Tizenhárom)

### Legjobb rendező
Peter Jackson (A Gyűrűk Ura – A király visszatér)
- Fernando Meirelles (Isten városa)
- Sofia Coppola (Elveszett jelentés)
- Peter Weir (Kapitány és katona: A világ túlsó oldalán)
- Clint Eastwood (Titokzatos folyó)

### Legjobb eredeti forgatókönyv
Elveszett jelentés (Sofia Coppola)
- Barbárok a kapuk előtt (Denys Arcand)
- Gyönyörű mocsokságok (Steven Knight)
- Némó nyomában (Andrew Stanton, Bob Peterson, David Reynolds)
- Amerikában (Jim Sheridan, Naomi Sheridan, Kirsten Sheridan)

### Legjobb adaptált forgatókönyv
A Gyűrűk Ura – A király visszatér (Fran Walsh, Philippa Boyens, Peter Jackson)
- Sikersztori (Robert Pulcini, Shari Springer Berman)
- Isten városa (Braulio Mantovani)
- Titokzatos folyó (Brian Helgeland)
- Vágta (Gary Ross)

### Legjobb fényképezés
Kapitány és katona: A világ túlsó oldalán (Russell Boyd)
- Isten városa (César Charlone)
- Hideghegy (John Seale)
- Leány gyöngy fülbevalóval (Eduardo Serra)
- Vágta (John Schwartzman)

### Legjobb vágás
A Gyűrűk Ura – A király visszatér (Jamie Selkirk)
- Isten városa (Daniel Rezende)
- Hideghegy (Walter Murch)
- Kapitány és katona: A világ túlsó oldalán (Lee Smith)
- Vágta (William Goldenberg)

### Legjobb látványtervezés
A Gyűrűk Ura – A király visszatér (Grant Major, Dan Hennah, Alan Lee)
- Leány gyöngy fülbevalóval (Ben Van Os, Cecile Heideman)
- Az utolsó szamuráj (Lilly Kilvert, Gretchen Rau)
- Kapitány és katona: A világ túlsó oldalán (William Sandell, Robert Gould)
- Vágta (Jeannine Oppewall, Leslie Pope)

### Legjobb kosztümtervező
A Gyűrűk Ura – A király visszatér (Ngila Dickson, Richard Taylor)
- Leány gyöngy fülbevalóval (Dien van Straalen)
- Az utolsó szamuráj (Ngila Dickson)
- Kapitány és katona: A világ túlsó oldalán (Wendy Stites)
- Vágta (Judianna Makovsky)

### Legjobb smink/maszk
A Gyűrűk Ura – A király visszatér (Peter King, Richard Taylor)
- Kapitány és katona: A világ túlsó oldalán (Edouard Henriques, Yolanda Toussieng)
- A Karib-tenger kalózai: A Fekete Gyöngy átka (Ve Neill, Martin Samuel)

### Legjobb eredeti filmzene
A Gyűrűk Ura – A király visszatér (Howard Shore)
- Nagy Hal (Danny Elfman)
- Hideghegy (Gabriel Yared)
- Némó nyomában (Thomas Newman)
- Ház a ködben (James Horner)

### Legjobb eredeti betétdal
A Gyűrűk Ura – A király visszatér – Fran Walsh, Howard Shore, Annie Lennox: „Into the West”
- Hideghegy – T-Bone Burnett, Elvis Costello: „Scarlet Tide”
- Hideghegy – Sting: „You Will Be My Ain True Love”
- Egy húron – Michael McKean, Annette O’Toole: „A Kiss at the End of the Rainbow”
- Belleville randevú – Benoît Charest, Sylvain Chomet: „Belleville Rendez-Vous”

### Legjobb hang
A Gyűrűk Ura – A király visszatér (Christopher Boyes, Michael Hedges, Hammond Peek, Michael Semanick)
- Az utolsó szamuráj
- Kapitány és katona: A világ túlsó oldalán
- A Karib-tenger kalózai: A Fekete Gyöngy átka
- Vágta

### Legjobb hangvágás
Kapitány és katona: A világ túlsó oldalán (Richard King)
- Némó nyomában (Gary Rydstrom, Michael Silvers)
- A Karib-tenger kalózai: A Fekete Gyöngy átka (Christopher Boyes, George Watters II)

### Legjobb képi effektusok
A Gyűrűk Ura – A király visszatér
- Kapitány és katona: A világ túlsó oldalán
- A Karib-tenger kalózai: A Fekete Gyöngy átka

### Legjobb animációs film
Némó nyomában (Andrew Stanton)
- Mackótestvér (Aaron Blaise, Robert Walker)
- Belleville randevú (Sylvain Chomet)

### Legjobb idegen nyelvű film
Barbárok a kapuk előtt (Kanada)
- Evil (Svédország)
- The Twilight Samurai (Japán)
- Twin Sisters (Hollandia)
- Želary (Csehország)

### Legjobb dokumentumfilm
A háború ködében (Errol Morris)
- Balseros
- Capturing the Friedmans
- My Architect
- The Weather Underground

### Legjobb rövid dokumentumfilm
Chernobyl Heart (Maryann DeLeo)
- Asylum (Sandy McLeod, Gini Reticker)
- Ferry Tales (Katja Esson)

### Legjobb animációs rövidfilm
Harvie Krumpet (Adam Elliot)
- Boundin' (Bud Luckey)
- Gone Nutty (Carlos Saldanha, John C. Donkin)
- Nibbles (Chris Hinton)
- Destino (Dominique Monfery, Roy Edward Disney)

### Legjobb rövidfilm
Two Soldiers (Aaron Schneider, Andrew J. Sacks)
- Die Rote Jacke (The Red Jacket)
- Most (The Bridge)
- Squash
- (A) Torzija ((A) Torsion)

## Végső eredmény
(Győzelem/jelölés)
| 11/11 | A Gyűrűk Ura: A Király visszatér          |
| 2/10  | Kapitány és katona: A világ túlsó oldalán |
| 2/6   | Titokzatos folyó                          |
| 1/7   | Hideghegy                                 |
| 1/4   | Némó nyomában                             |
| 1/4   | Elveszett jelentés                        |
| 1/2   | Barbárok a kapuk előtt                    |

## Speciális díjak
Blake Edwards életmű-Oscar-díjat kapott, olyan filmeken dolgozott, mint a Breakfast at Tiffany's, Days of Wine and Roses, Victor/Victoria és az A rózsaszín párduc sorozat. Edwards felesége az Oscar-díjas énekes-színésznő Julie Andrews.

## In memoriam
Tom Hanks külön megemlékezett Bob Hope-ról, a legendás humoristáról, vígjátékszínészről és az Oscar-díj egykori házigazdájáról.
A második szakaszban Julia Roberts emlékezett Katharine Hepburnre, a legendás színésznőre, négyszeres Oscar-díj nyertesre.
Ahogy az szokás, az Akadémia néhány percet szán arra, hogy emlékezzen a mozivilág előző évi halottaira – ezúttal az Akadémia elnöke, Frank Pierson prezentálta a listát, kezdve a legendás Gregory Peckkel, majd folytatta a szomorú felolvasást: Wendy Hiller, David Hemmings, Hope Lange, George Axelrod forgatókönyvíró, Charles Bronson, Michael Jeter, David Newman forgatókönyvíró, Ron O’Neal, Art Carney, Elia Kazan rendező, Leni Riefenstahl dokumentumfilmes rendező, Karen Morley, Buddy Ebsen, John Schlesinger rendező, Stan Brakhage rendező, Ray Stark producer, Andrew J. Kuhen a filmelőzetesek megújítója, John Ritter, Hume Cronyn, Buddy Hackett, Michael Kamen zeneszerző, John Gregory Dunne forgatókönyvíró, Robert Stack, Alan Bates, Gregory Hines, Jack Elam, Jeanne Crain, Ann Miller és végül Donald O’Connor.

## Lásd még
- Oscar-díj
- Oscar-gálák listája
- 2003 a filmművészetben
- Film
- Filmművészetportál